# Aigrette (ozdoba)

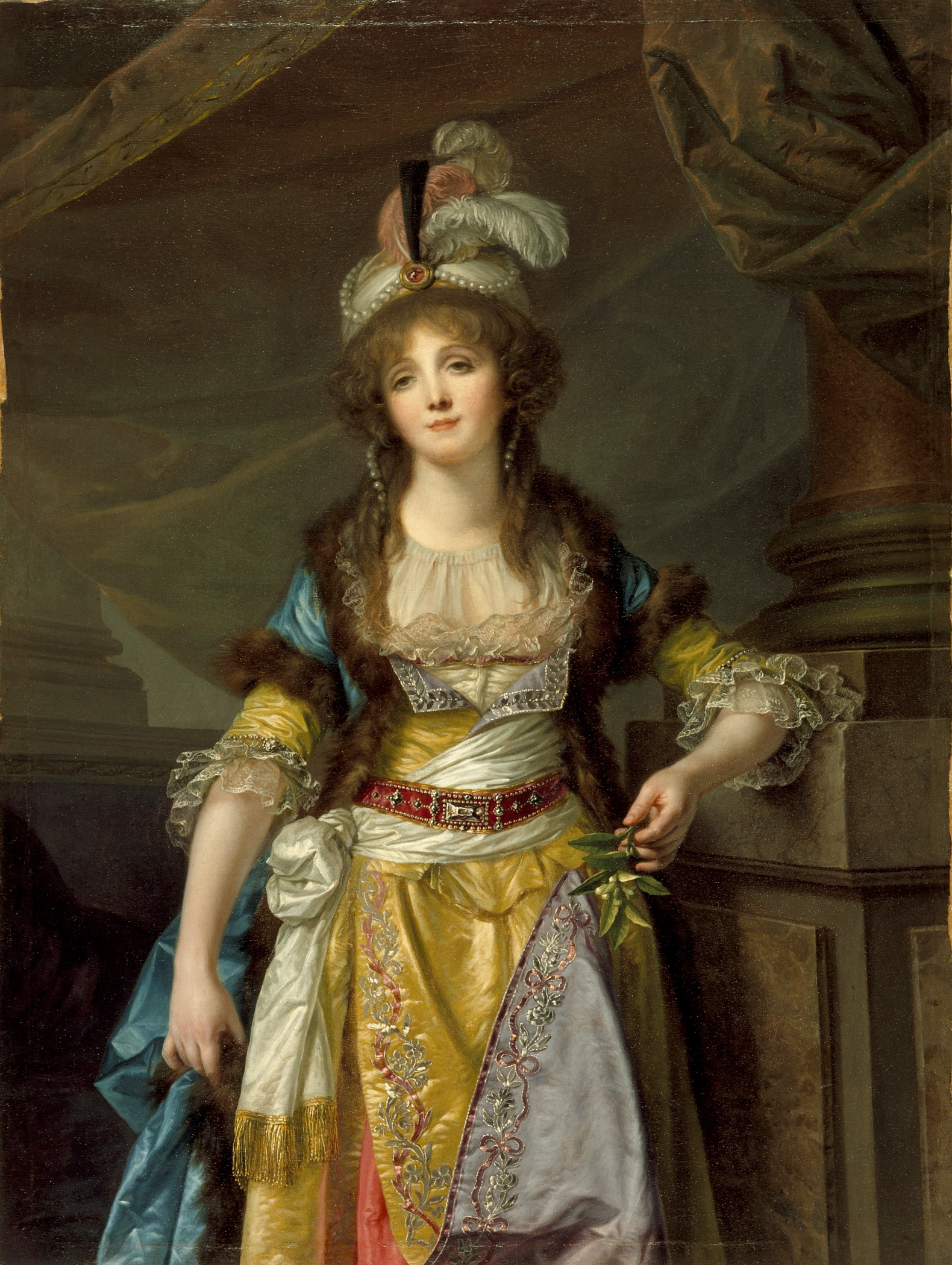
Francouzka v tureckém módním oděvu, kolem 1790

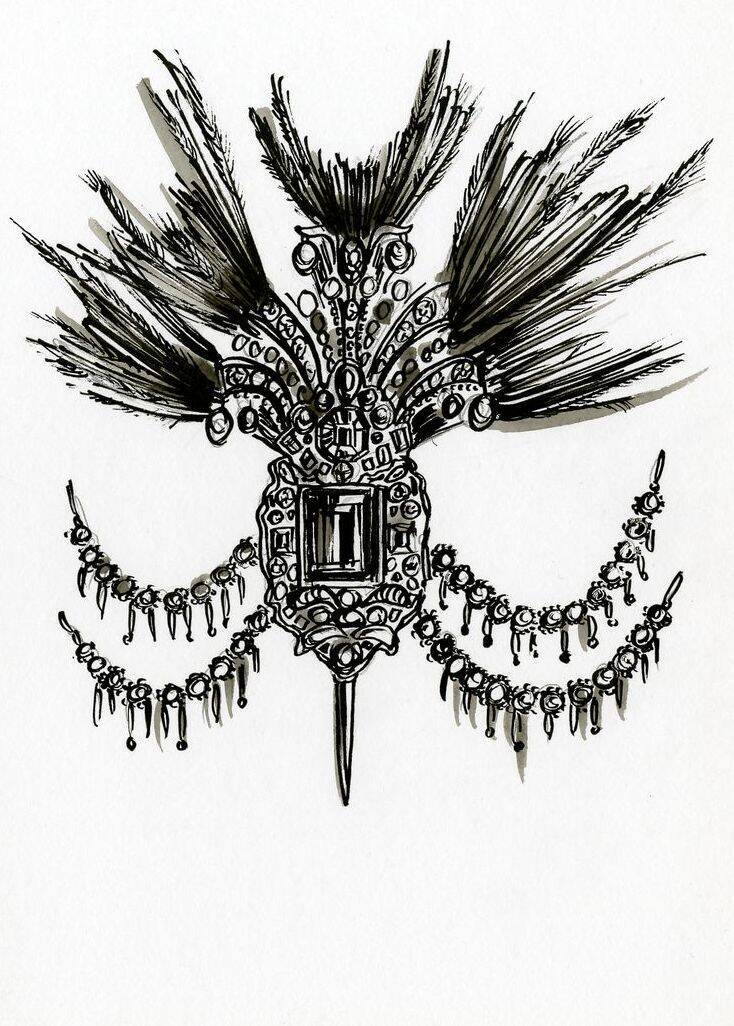
Kresba turecké aigrette

Aigrette (francouzsky, ž. rod, mn. č. aigrettes, počeštěně egret nebo aigretty) je šperková ozdoba účesu, čepice, klobouku nebo přílby, původně chochol z peří, upevněný na šperku. (Původní francouzské slovo aigrette znamená česky volavka.)

## Historie
Původně to byla ozdoba hlavy ve tvaru chocholu z peří volavky bílé, která byla ukotvena ve zlaté nebo stříbrné obroučce či broži. Na přilbách římských vojáků je doložena od 5. století př. n. l., také v podobě kartáče z chlupů nebo štětin. Od 14. století se objevuje na orientálních turbanech, nosili ji perští a indičtí hodnostáři, osmanští Turci přinesli tuto módu do Evropy, již kolem roku 1600 ji nosili také evropští muži, stala se součástí uniformy polské či uherské armády.
Nová módní vlna se objevila v evropském odívání v období rokoka. Kromě volavčího, kajčího nebo pštrosího peří se nosilo peří paví, papouščí, a šperkové napodobeniny. Aigrette se od sklonku 18. století nosila rovněž na klobouku vojenské uniformy, rozšířila se během napoleonských válek po celé Evropě, zejména na čepicích husarů.
Návrat obliby aigretty nastal v období "Tango" módy v desátých až dvacátých letech 20. století. Ottův slovník naučný definuje: …nyní aigrette sluje každá chocholovitá ozdoba hlavy dámské, složená ze skvostných per, umělých okras ozdobných, perel, drahokamů aj.

## Typy
- dámský šperk – peří může být nahrazeno kovovým rámečkem se vsazenými drahokamy;
- ozdoba orientálního turbanu
- součást biretu francouzského rytíře období druhého císařství
- ozdoba přilby vojenské uniformy 19. století, do konce 1. světové války, např. rakousko-uherský fedrpuš (z něm. Federpusch), také armády čínské

## Aigretta v češtině
Počeštěný výraz aigretta se v českém tisku používal počátkem 20. století pro ozdoby dámských klobouků. Současně byla tato móda, v jejímž důsledku hrozilo volavkám vyhubení, kritizována. Čeština užívala výraz aigretta i pro ozdoby z jiných materiálů, než z volavčího peří; se změnou módy slovo z češtiny vymizelo.

## Galerie

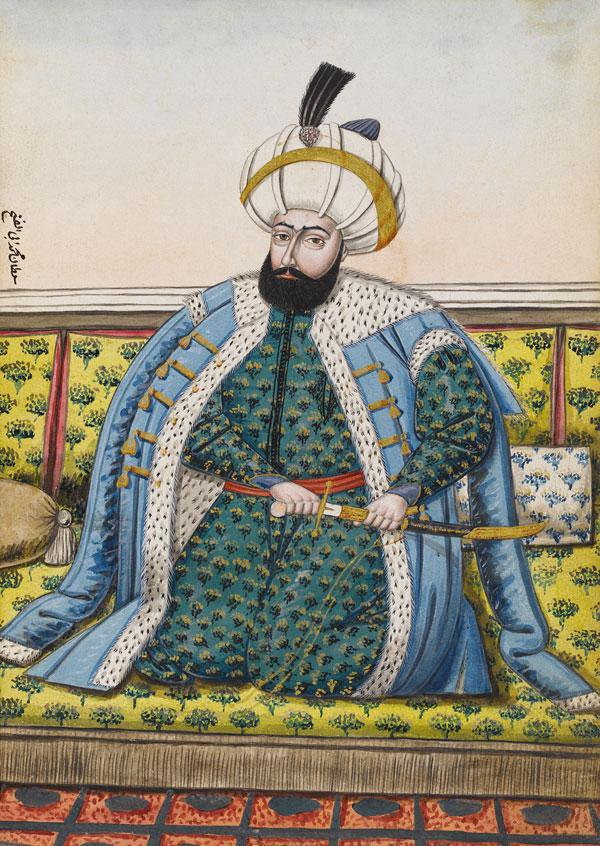
Turecký sultán Mehmed II.
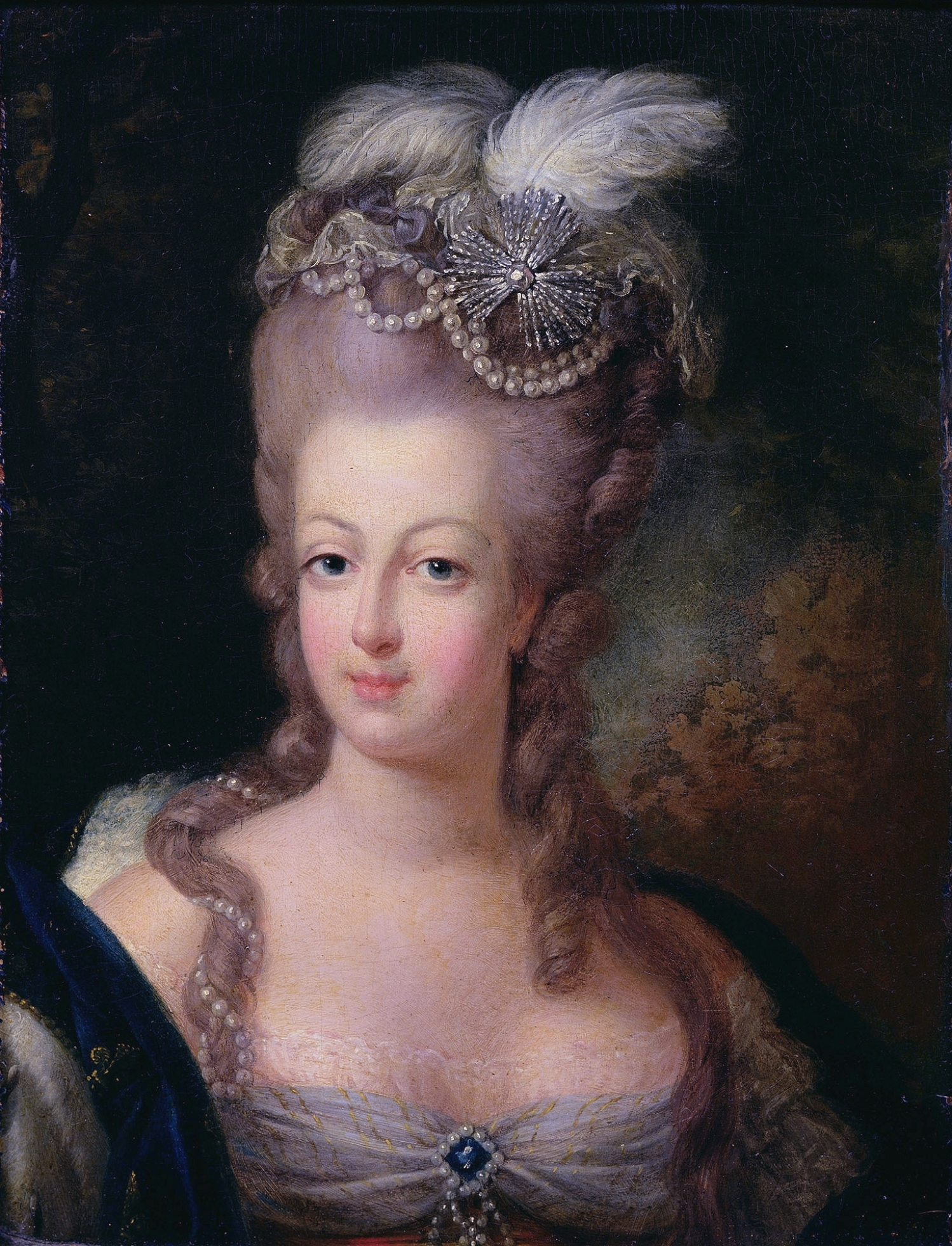
Marie-Antoinetta, 1775
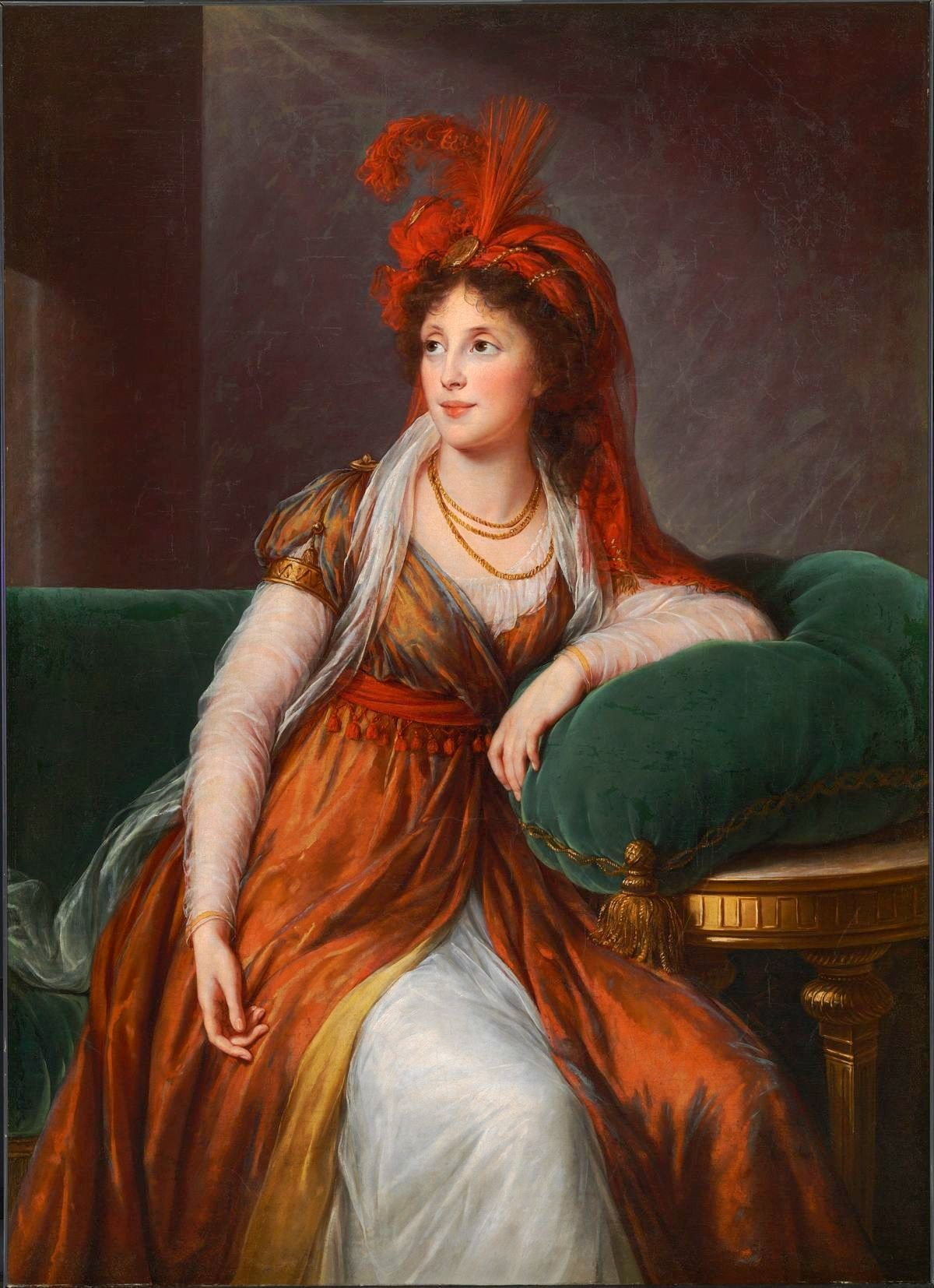
A.A. Golicynová
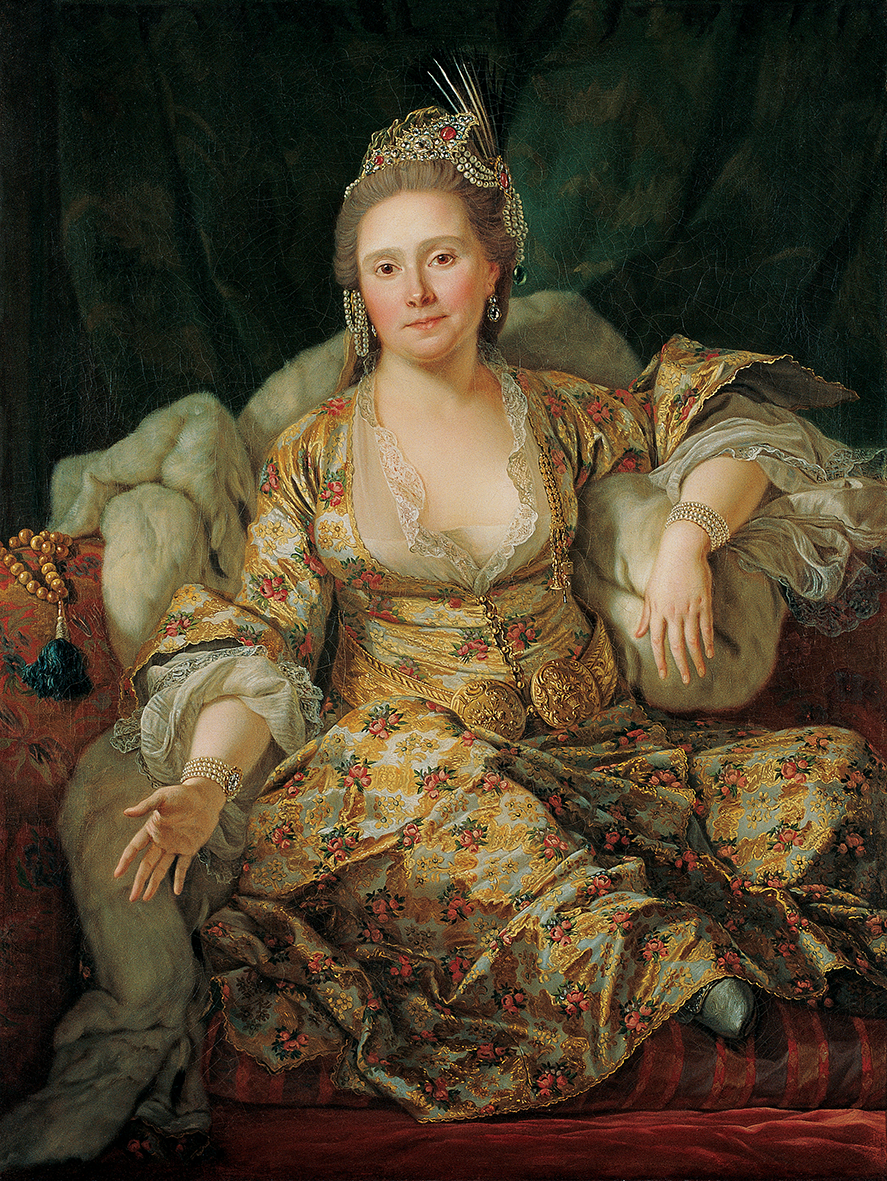
Aigrette na korunce, kolem 1770
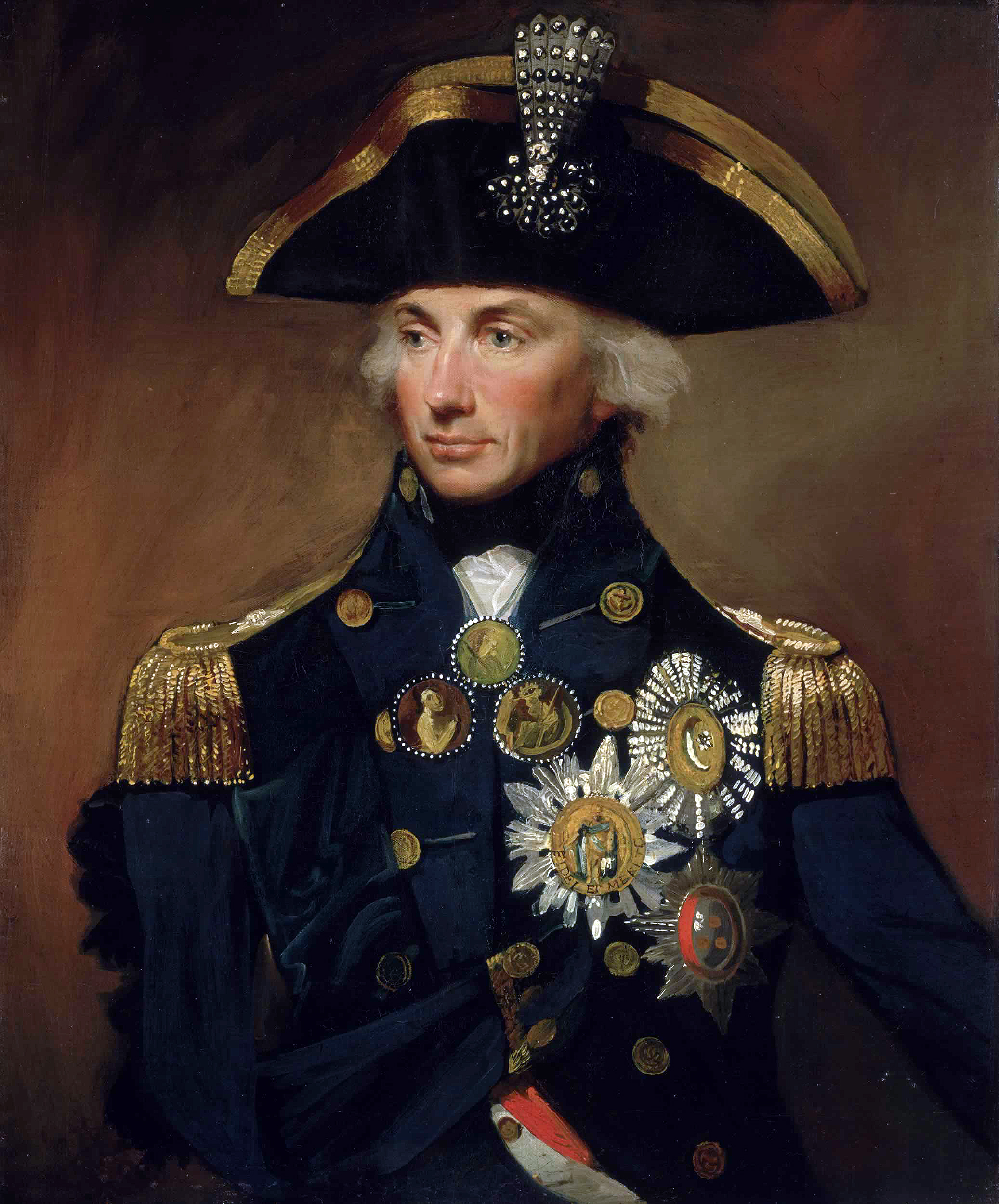
Admirál Nelson
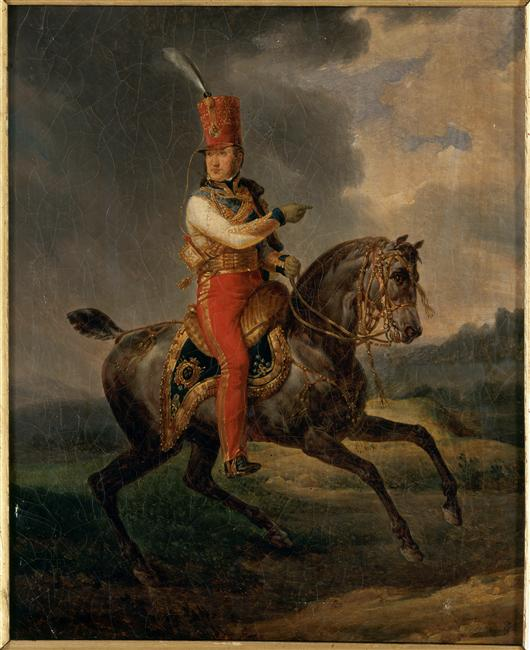
Ludvík Filip Orléanský v husarské uniformě
Biret francouzského rytíře, 1840
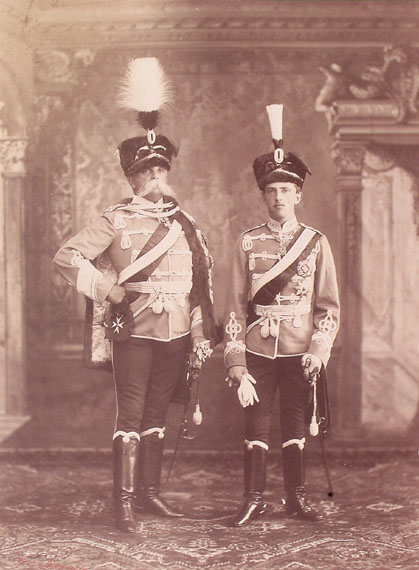
Italský král Umberto I. a princ Viktor Emanuel
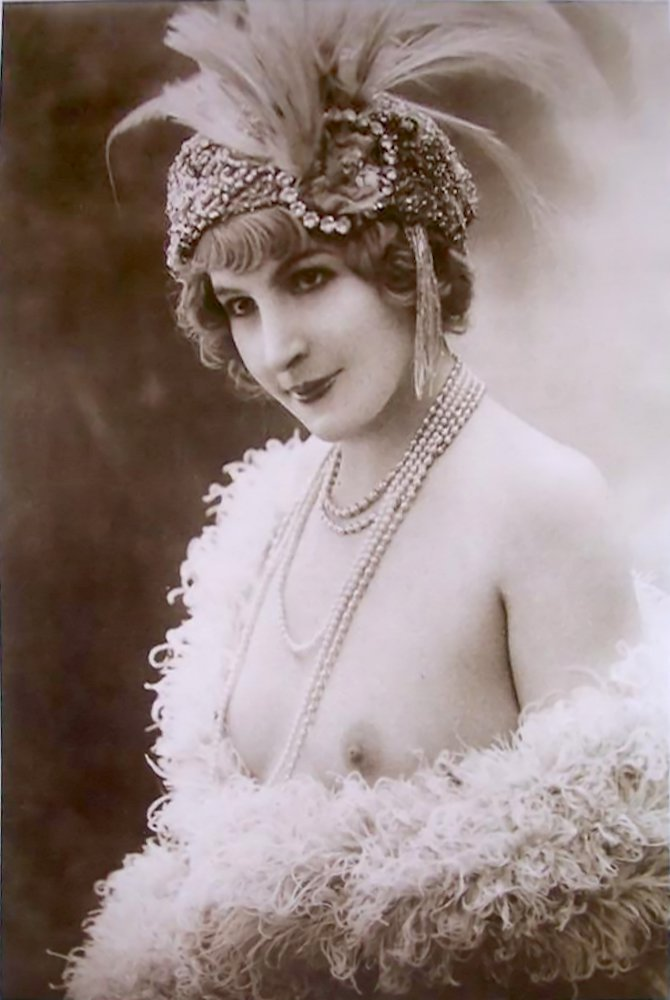
Plakát kolem 1910
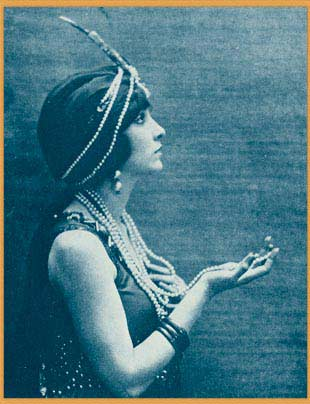
Margaret Loomis, 1920